# صخره سرخ (فیلم)
صخره سرخ (چینی: 赤壁؛ پین یین: Chi Bi؛ انگلیسی: Red Cliff) نام فیلمی است دو قسمتی محصول ۲۰۰۸ سینمای چین که جان وو آن را کارگردانی کرده‌است. این فیلم که در ژانر حماسی - تاریخی بوده و با بودجه‌ای معادل ۸۰ میلیون دلار بر اساس داستان معروف عاشقانه سه امپراتوری ∗ ساخته شده‌است، ماجرای نبرد صخره سرخ ∗ را که پیش از پایان سلسله هان و آغاز دوران سه امپراتوری اتفاق افتاده‌است را روایت می‌کند.
دوگانهٔ صخره سرخ که به عنوان پرهزینه‌ترین فیلم تاریخ سینمای آسیا شناخته می‌شود با اکران نخستین قسمتش در ژوئیه ۲۰۰۸ رکورد فروش در چین را شکسته و موفق به پشت سر گذاشتن فیلم‌هایی همچون نفرین گل طلایی و ببر خیزان، اژدهای پنهان شده‌است. قسمت دوم فیلم در ژانویه ۲۰۰۹ برای تماشاگران چینی به نمایش آمد. از آنجا که مدت زمان کامل این فیلم نزدیک ۵ ساعت (۲۸۸ دقیقه) است، نسخه‌ای ۲ ساعت و نیمه نیز برای نمایش در خارج از شرق آسیا در همان تاریخ ارائه شد. همچنین اولین قسمت این دوگانه در ۲۳ آبان ۱۳۸۷ از برنامهٔ سینما یک از شبکه اول تلویزیون پخش گردید.

## خلاصه داستان

### قسمت اول
نخست وزیر سائو سائو، از امپراتور شیان جوان می‌خواهد تا وارد جنگ با لیو بی و سون کوان که آن‌ها را تهدیدی برای امپراتوری هان می‌داند شود. او موفق به جلب نظر امپراتور شده و فرماندهی ارتش امپراتوری را بر عهده می‌گیرد. ارتش او به آرامی سرزمین‌های جنوبی را اشغال می‌کنند و لیو بی و ۱۰۰ هزار نفر از مردمی که نمی‌خواهند زیر فرمان سائو سائو دربیایند دست به مهاجرت می‌زنند. با این وجود سائو سائو به آن‌ها رسیده و نبرد چانگ‌بان شکل می‌گیرد. ژانگ فی، برادر قسم خوردهٔ لیو بی با گروه کوچکی از سربازان و با استفاده از سپرهای صیقلی موفق به تاباندن نور خورشید در چشم سپاه دشمن و متوقف کردن آن‌ها شده تا مردم عادی فرصت بیشتری برای فرار داشته باشند. با این وجود همسران لیو بی و پسر تازه متولد شده‌اش لیو شان در حلقهٔ محاصرهٔ دشمن گیر افتاده‌اند و جائو یون برای نجات آن‌ها می‌رود، اما تنها موفق به نجات نوزاد می‌شود. ژوگه لیانگ، مشاور ارشد لیو بی از گوان یو، دیگر برادر قسم‌خوردهٔ لیو بی می‌خواهد که به کمک جانگ فی رود. گوان یو شجاعانه افراد دشمن را عقب نگاه می‌دارد تا آخرین گروه مردم نیز موفق به فرار شوند ولی خودش محاصره می‌شود. سربازان سعی می‌کنند او را به زانو درآورند ولی در برابر قدرت گوان یو کاری از پیش نمی‌برند. او نیزهٔ خود را به سمت سائو سائو پرتاب می‌کند که در چند سانتیمتری گردن او قرار می‌گیرد. سائو سائو می‌گذارد که او برود و در برابر اعتراض همراهانش می‌گوید که گوان یو اگر می‌خواست می‌توانست او را بکشد.
پس از نبرد، ژوگه لیانگ به سرزمین وو می‌رود و از فرمانروا سون کوان می‌خواهد تا با لیو بی متحد شود اما او می‌گوید که نیاز به تفکر بیشتری دارد. در این زمان جوگه لیانگ با ژو یو، فرمانده ارتش و نایب‌السلطنه کشور وو که سخت مشغول آموزش لشکر خود است آشنا می‌شود و درمی‌یابد که او نیز موافق جنگ با سائو سائو است. سون کوان نیز سرانجام با اعلام حمایت خود از لیو بی با او متحد شده و کشور وو نیز وارد جنگ علیه سائو سائو می‌شود.
لشکر سائو سائو از راه رودخانه و خشکی به سوی سرزمین وو در حرکت است و جوگه لیانگ و جو یو با اتخاذ یک استراتژی جنگی قدیمی، موفق به شکست سپاه او در خشکی می‌شوند. خبر به سائو سائو می‌رسد ولی او بدون اینکه ناامید شود، نیروی عظیم دریایی خود را در مسیر رود یانگ‌تسه به سمت صخره سرخ می‌راند. ژوگه لیانگ و ژو یو که در پی برگزاری جشن پیروزی و درگیری پیش آمده در آن بیم دارند که شاید روزی دو کشور دشمن هم گردند، از استراتژی خود در مقابله با نیروی دریایی سائو سائو سخن می‌گویند. ژوگه لیانگ، کبوتر تعلیم دیده‌ای را به سمت سپاه دشمن می‌فرستد و موفق به پیدا کردن نقطه ضعفی در آرایش آن می‌شود. قسمت اول فیلم با نمایش ژو یو برای دیگر فرماندهان و طرح نبرد صخرهٔ سرخ با به آتش کشیدن کشتی‌های مدل و حرکت آن‌ها بر روی نقشهٔ چیده شده بر اساس آرایش سپاه دشمن به پایان می‌رسد.

### قسمت دوم
در قسمت دوم، با مکری که شیائو چیائو همسر ژو یو وارد می‌کند، ارتش شو هان پیروز می‌شود. او با آراستگی تمام نزد سائو سائو که در گذشته عاشق وی بوده می‌رود و وی را به می‌خواری مشغول می‌کند و در نتیجه با حمله ارتش لیو بی ناوگان سائو سائو نابود می‌شود.

## بازیگران
| نام بازیگر          | نقش               | توضیحات نقش                          |
| ------------------- | ----------------- | ------------------------------------ |
| تونی لیانگ          | ژو یو             | سردار ووی شرقی                       |
| تاکشی کانشیرو       | ژوگه لیانگ        | مشاور ارشد لیو بی                    |
| جانگ فنگ‌ئی          | سائو سائو         | فرمانروای کائو وی و صدراعظم هان شرقی |
| هو جون              | زیلونگ            | سردار شو هان                         |
| چانگ چن             | سون کوان          | فرمانروای ووی شرقی                   |
| جائو وی             | سون شانگ‌شیان      | خواهر سون کوان                       |
| لین چی-لینگ         | شیائو چیائو       | همسر ژو یو                           |
| یو یونگ             | لیو بی            | فرمانروای شو هان                     |
| باتورج-ئین باسانجاب | گوان یو           | برادر قسم‌خوردهٔ لیو بی                |
| زنگ جین‌شنگ          | جانگ فی           | برادر قسم‌خوردهٔ لیو بی                |
| وانگ نینگ           | امپراتور شیان هان | آخرین امپراتور دودمان هان            |
| ناکامورا شیدو       | گان شینگ          | فرماندهٔ ارتش ووی شرقی                |
| خو یونگ             | لو سو             | مشاور سون کوان                       |
| خه یین              | بانو می           | همسر لیو بی                          |
| ئی جن               | سای مائو          | فرمانده سپاه دریایی سائو سائو        |
| جیا خونگ‌وی          | جانگ یون          | فرمانده سپاه دریایی سائو سائو        |

## حواشی ساخت فیلم
تونی لیونگ در ابتدا قرار بود تا نقش ژوگه لیانگ را بازی کند ولی پیش از آغاز فیلم‌برداری و به دلیل آفتاب سوختگی ناشی از دیگر فیلم خود کنار کشید و تاکشی کانشیرو که پیش از این در فیلم خانه خنجرهای پرنده بازی کرده بود جانشین او شد. نقش سائو سائو نیز در ابتدا به کن واتانابه، بازیگر فیلم آخرین سامورایی پیشنهاد شده بود ولی در پی اعتراضات مردم چین نسبت به بازی یک بازیگر ژاپنی در نقش یکی از شخصیت‌های مهم تاریخی این کشور، از جانگ فنگ‌ئی برای ایفای این نقش دعوت به عمل آمد. چو یون‌فت، بازیگر فیلم ببر خیزان، اژدهای پنهان نیز در ابتدا برای بازی نقش لیو بی و سپس جو یو انتخاب شده بود ولی او نیز پیش از آغاز فیلمبرداری کنار کشید و اینبار تونی لیونگ پذیرفت تا در این نقش بازی کند.
برای ساخت فیلم صخره سرخ ارتش چین نیز به یاری سازندگان آمد و تقریباً ۱۰۰۰ سرباز به عنوان سیاهی‌لشکر در فیلم حاضر شدند
در سکانسی که قایق شعله‌وری با یک کشتی بزرگ جنگی برخورد می‌کند، ناگهان آتش‌سوزی بزرگی رخ می‌دهد که در طی آن یک بدلکار ۲۳ ساله کشته و سه نفر دیگر نیز راهی بیمارستان می‌شوند
.